# چا چا چا
چا چا چا (cha-cha-chá) یا به زبان ساده‌تر، چا چا، یک نوع رقص با ریشهٔ کوبایی است که برای یک موسیقی با همین نام اجرا می‌شود این موسیقی نخستین بار از سوی آهنگساز کوبایی Enrique Jorrín در آغاز دههٔ ۱۹۵۰ معرفی شد. ریتم آن از danzón-mambo گرفته شده‌است. نام رقص از صدای کشیده شدن پای رقاص الهام گرفته شده.